# NGC 6021
NGC 6021 é uma galáxia elíptica (E) localizada na direcção da constelação de Serpens. Possui uma declinação de +15° 57' 23" e uma ascensão recta de 15 horas, 57 minutos e 30,7 segundos.
A galáxia NGC 6021 foi descoberta em 21 de Março de 1784 por William Herschel.